# Sacco lacrimale

Apparato lacrimale

Il sacco lacrimale è un piccolo serbatoio a forma di bisaccia facente parte dell'apparato lacrimale.

## Anatomia
Il sacco lacrimale è di forma ovale e misura dai 12 ai 15 mm di lunghezza. È situato nella parte più alta del condotto naso-lacrimale, un canale osseo, scavato nell'osso mascellare, attraverso il quale è connesso alla cavità nasale. Riceve lo sbocco nel canale lacrimale comune sulla sua parete esterna, mentre è chiuso superiormente a forma di cupola.
Il sacco è rivestito da epitelio colonnare contenente cellule mucipare caliciformi, e tessuto connettivo.

## Funzione
Il sacco lacrimale funge da serbatoio per le lacrime, all'occorrenza il sacco le spinge verso l'esterno con l'ausilio del muscolo orbicolare durante il battito delle palpebre. Il sacco lacrimale drena anche detriti e microbi dall'occhio.